# 大学システム
大学システム（だいがくシステム、英語: University System）とは、地理的に分散している複数の提携大学やカレッジの集合体である。通常、大学システムの加盟大学は、それぞれの名称に共通の要素を持っており、評議員会や理事会などの、システム全体を統括する組織によって管理されている。米国では、多くの州が1つまたは2つの州立大学システムを持っており、その下で多くの公的資金で運営されている大学が名前とガバナンスの両面で連携している。また、デヴライ大学のような営利目的の大学は、同じ名前のキャンパスを複数持っていることが多く、これらを大学システムと表現することもあるが、必ずしもそのようなシステムを大学システムと呼ぶわけではない。
カナダでは、他の中等教育機関と区別された、すべての大学の集合体を指す。また、比較の対象として、州内や国内の大学を指すこともある。
イギリスでは、国内の大学の統合的な管理とインフラの方針・実践を指す。
フィリピンでは、高等教育委員会が一定の要件を満たした私立または公立の高等教育機関に与える名称である。高等教育委員会は、大学システムを「独立しているが相互に関連する単位から構成される、組織的な学術団体であり、そのうち少なくとも1つは大学レベルの地位を有している」と定義している。大学システムは、最高経営責任者（CEO）が率いるシステム管理部門を持っており、システム全体の機能と活動を調整し、統合する。各構成組織には独自の最高経営責任者がおり、その最高経営責任者には当該組織の運営に関する広範な権限が統治理事会から委譲されている。

## 大学システムの一覧

### アジア

#### インド
- インド工科大学 工学と科学を専門とする23の公立研究大学の総体。
- 国立技術大学（英語版） 工学と科学を専門とする31の公立研究大学の総体。
- インド経営大学院 経営学を専門とする20の公立大学の総体。
- インド科学教育研究所（英語版） 基礎科学と応用化学を専門とする7の公立研究大学の総体。
- 全インド医科大学 医学の教育・研究を専門とする19の大学の総体。

#### イラン
- イスラーム自由大学
- 技術職業大学（英語版）
- 応用化学技術大学（英語版）
- パヤメ・ヌール大学（英語版）
- ファーヘンジアン大学（英語版）
- 教育文化研究アカデミックセンター（英語版）

#### マレーシア
- MARA工科大学 (本校 1、州立校 13)

#### フィリピン
- デ・ラ・サル大学（英語版） (キャンパス 16)
- ミンダナオ州立大学（英語版） (大学 8、併設大学 3)
- セントポール大学（英語版） (キャンパス 7)
- パーペチュアル・ヘルプ大学（英語版） (DALTAキャンパス 4、JONELTAキャンパス 5)
- フィリピン大学 (併設大学 8、キャンパス 10)

#### 台湾
- 台湾の大学システム（英語版） (キャンパス 4)
- 台湾総合大学システム (キャンパス 4)
- 台北大学システム（英語版） (キャンパス 3)

#### タイ
- ラーチャパット大学（英語版） (大学 38)
- ラジャマンガラ工科大学（英語版） (大学 9)

### ヨーロッパ

#### フランス
- グランゼコール (選択された大学レベルの学校)
- パリ大学 (13の構成大学からなるアライアンス)

#### ギリシャ
- ギリシャの大学

#### アイルランド
- アイルランド国立大学 (大学 4、併設大学 1)

#### イギリス

##### イングランド
- ロンドン大学 (大学 17)

##### 北アイルランド
- アルスター大学（英語版） (キャンパス 4)

##### スコットランド
- ハイランド・アンド・アイランド大学（英語版） (大学・研究所 13)

### 南アメリカ

#### ブラジル
- パラナ連邦工科大学（英語版） (パラナ州にキャンパス 13)
- サンパウロ州立大学 (サンパウロ州にキャンパス 24)
- バイーア州立大学（英語版） (バイーア州にキャンパス 24)
- 西パラナ州立大学（英語版） (パラナ州にキャンパス 5)
- アマゾナス州立大学（英語版） (アマゾナス州キャンパス 19)

### 北アメリカ
- デヴライ大学（英語版） (アメリカとカナダにキャンパス 23)

#### カナダ
- ケベック大学（英語版） (キャンパス・学校・研究所 10)
- カナダ軍大学

#### メキシコ
- アナワク大学ネットワーク（英語版）: メキシコ国内に8つのキャンパスを持ち、スペイン、イタリア、アメリカ、チリ、フランスにも提携校がある私立大学ネットワーク。

#### アメリカ合衆国
- アラバマ大学システム (キャンパス 3)
- アメリカ空軍大学
- アメリカ陸軍大学（英語版） (大学・キャンパス 170)[4]
- オーバーン大学 (キャンパス 2)
- アラスカ大学 (キャンパス 3)
- Arizona Board of Regents (大学 3) アリゾナ州の公立大学を統括する機関
- Maricopa Community Colleges (キャンパス 11、スキルセンター 2)　アリゾナ州マリコパ郡に位置するコミュニティ・カレッジ
- アーカンソー大学システム（英語版） (大学 5、教育病院 1、法科大学院 2、公益財団法人大学 1、コミュニティ・カレッジ 5、農業学部 1)
- アーカンソー州立大学 (キャンパス 10)
- カリフォルニア大学 (キャンパス 10、法科大学院 1)
- カリフォルニア州立大学 (キャンパス 23)
- カリフォルニア二年制大学 (キャンパス 110)
- クレアモント・カレッジズ (カレッジ 7)
- コロラド大学 (キャンパス 4)
- コロラド州立大学 (キャンパス 3)
- Connecticut State Colleges & Universities (CSCU) (キャンパス 17)
- フロリダ・カレッジ・システム（英語版） (キャンパス 28)
- フロリダ州立大学 (キャンパス 12)
- ジョージア大学 (大学・カレッジ 26)
- ジョージア州工科カレッジ (カレッジ 22)
- ハワイ大学システム (キャンパス 3)
- イリノイ大学 (キャンパス 3)
- 南イリノイ大学 (マルチキャンパス 2)
- インディアナ大学システム (キャンパス 9)
- パデュー大学 (キャンパス 5)
- アイビー・テック・コミュニティ大学（英語版） (キャンパス 23)
- ケンタッキー・コミュニティ工科カレッジ（英語版） (キャンパス 16)
- ルイジアナ州立大学 (キャンパス 10)
- ルイジアナ大学システム (キャンパス 9)
- Southern University (キャンパス 5)
- Louisiana Community and Technical College (キャンパス 10)
- メイン大学 (キャンパス 7)
- Maine Community College (キャンパス 7)
- アメリカ海兵隊指揮幕僚大学
- メリーランド大学 (キャンパス 13)
- マサチューセッツ大学 (キャンパス 5)
- ミシガン大学 (キャンパス 3)
- ミネソタ大学 (キャンパス 5)
- ミネソタ州立大学 (州立大学 7、州立カレッジ 30、合計キャンパス 54)
- セント・メアリーズ大学 (キャンパス 3)
- ミズーリ大学 (キャンパス 4)
- モンタナ大学 (キャンパス 14)
- ネブラスカ大学 (キャンパス 4)
- ネブラスカ州立大学 (キャンパス 3)
- Nevada System of Higher Education (大学 2、州立カレッジ 1、コミュニティ・カレッジ 4、研究機関 1) ネバダ州の公立大学を統括する機関
- ニューハンプシャー大学 (キャンパス 4)
- ニューヨーク市立大学 (キャンパス 24)
- ニューヨーク州立大学 (キャンパス 64)
- ノースカロライナ大学 (キャンパス 16、附属高校 1)
- ジョンソン・アンド・ウェールズ大学（英語版） (キャンパス 4)
- ノース・ダコタ大学 (キャンパス 11)
- オハイオ大学 (キャンパス 13、2年制大学 23)
- オクラホマ州立大学 (キャンパス 4、ヘルスセンター 2)
- 高等教育システム (オクラホマ州)（英語版） (大学 6、キャンパス 12)
- オレゴン大学 (2015年解体)
- Commonwealth System of Higher Education (キャンパス 33、4つの機関) ペンシルバニア州内の4つの大学に一定の地位を与える制度
- vania State System of Higher Education (キャンパス 20、14つの機関)
- プエルトリコ大学 (キャンパス 11)[5]
- Ana G. Méndez University System (キャンパス 5) 3つのサブシステムと研究センターを有し、各キャンパスには、それぞれ独立したキャンパスセンターがある。[6]
- サウスカロライナ大学 (キャンパス 8)
- テネシー大学 (キャンパス 5)
- Tennessee Board of Regents (大学 6、コミュニティ・カレッジ 13、テクノロジーセンター 26)
- ヒューストン大学 (4つの機関と2つの教育センター)
- 北テキサス大学 (キャンパス 3)
- テキサス大学 (キャンパス 14)
- テキサスA&M大学 (キャンパス 11)
- テキサス州立大学 (キャンパス 7)
- テキサス工科大学 (キャンパス 4)
- ブリガムヤング大学 (プロボ、ハワイ、アイダホに5つの機関 ビジネスカレッジ、オンライン等)
- Utah System of Higher Education (8つの機関) ユタ州の公立大学を統括する機関
- Utah System of Technical Colleges (8つの機関) ユタ州のテクニカル・カレッジを統括する機関
- Vermont State Colleges (キャンパス 5) バーモント州の公立大学システム
- バージニア・コモンウェルス大学 (キャンパス 2)
- Virginia Community College System (キャンパス 23) バージニア州のテクニカル・カレッジを統括する機関
- バージニア大学 (キャンパス 2)
- ウィスコンシン大学 (キャンパス 26、13の機関)
- ウィスコンシン・テクニカル・カレッジ（英語版） (カレッジ 16)